# الکساندر سینگر
الکساندر سینگر (انگلیسی: Alexander Singer؛ زادهٔ ۱۸ آوریل ۱۹۲۸) کارگردان فیلم و تلویزیون اهل ایالات متحده آمریکا است.
او کارش را با فیلم‌برداری فیلم کوتاه روز نبرد به کارگردانی دوستِ دورانِ دبیرستانش استنلی کوبریک آغاز کرد.
از فیلم‌ها یا برنامه‌های تلویزیونی که وی در آن نقش داشته است، می‌توان به روز نبرد، مأموریت: غیرممکن، پیشتازان فضا (۳ قسمت)، مانکیز (۶ قسمت) و گمشده در فضا اشاره کرد.
او در سال ۱۹۷۱ میلادی، برندهٔ جایزه امی ساعات پربیننده در شاخهٔ «بهترین کارگردانی یک سریال درام تلویزیونی» شد.